# جریمه (فیلم ۱۹۷۹)
جریمه (به هندی: Jurmana) فیلمی محصول سال ۱۹۷۹ و به کارگردانی هریشیکش موکرجی است. در این فیلم بازیگرانی همچون آمیتاب باچان، راکهی گولزار، وینود مهرا، آسرانی، ای. کی. هانگال، فریده جلال ایفای نقش کرده‌اند.